# Organisme de décentralisation régionale d'Udine
L'organisme de décentralisation régionale d'Udine (en italien : Ente di decentramento regionale di Udine) est une subdivision administrative située dans la région autonome du Frioul-Vénétie Julienne, en Italie, dont la capitale est Udine.

## Histoire
L'organisme est créé le 1er juillet 2020 sur le même territoire que l'ancienne province d'Udine, dissoute en 2018.